# Via Saragozza
Via Saragozza è una delle strade principali del centro di Bologna.

## Nome
A lungo si è pensato che il nome fosse legato alla città spagnola, oppure alla presenza lungo la stessa strada del Reale Collegio di Spagna. In particolare la leggenda che legherebbe l'origine del nome al fondatore del Collegio di Spagna, il Cardinale Egidio Albornoz non può essere vera, in quanto esistono tracce dell'uso del toponimo precedentemente alla nascita del Cardinale. In particolare, l'edificio voluto dal Carinale Albornoz fu edificato attorno al 1365, mentre si trovano tracce del nome già due secoli prima.
Già nel 1118 vi sono tracce del cosiddetto "actum in Saragoza di manumissione" (ovvero liberazione) di un servo.
È altresì da notare come in altre città dell'Emilia-Romagna esista lo stesso toponimo, in particolare Modena, Imola e Castel San Pietro.
L'origine del nome è quindi non certa, ma la teoria più affidabile lo lega allo sviluppo del nome della città spagnola, che nasce come corruzione del toponimo latino Cesaraugusta. Tale teoria potrebbe essere comprovata dal fatto che già nel XVI secolo lungo l'attuale via Saragozza vennero ritrovati i resti di terme di età augustea.
Il nome originale della via era Strada Saragozza e rimase in uso fino alla riforma toponomastica del 1873, che cambiò la denominazione in quella attuale.

## Descrizione
Via Saragozza nasce all'incrociò con la via Urbana e la via Belfiore e si estende all'interno del centro storico fino all'omonima porta. In seguito, è stata creata anche la parte esterna alle cerchia delle mura, che conduce fino all'Arco del Meloncello. In quest'ultimo tratto la strada è costeggiata dalla parte iniziale del portico di San Luca che in corrispondenza del Meloncello si stacca da via Saragozza per salire al Santuario della Madonna di San Luca.
Sulla parte interna alla cerchia delle mura esistono alcuni edifici notevoli, tra cui Palazzo Albergati, la Chiesa di Santa Maria delle Muratelle e il cosiddetto Falansterio.

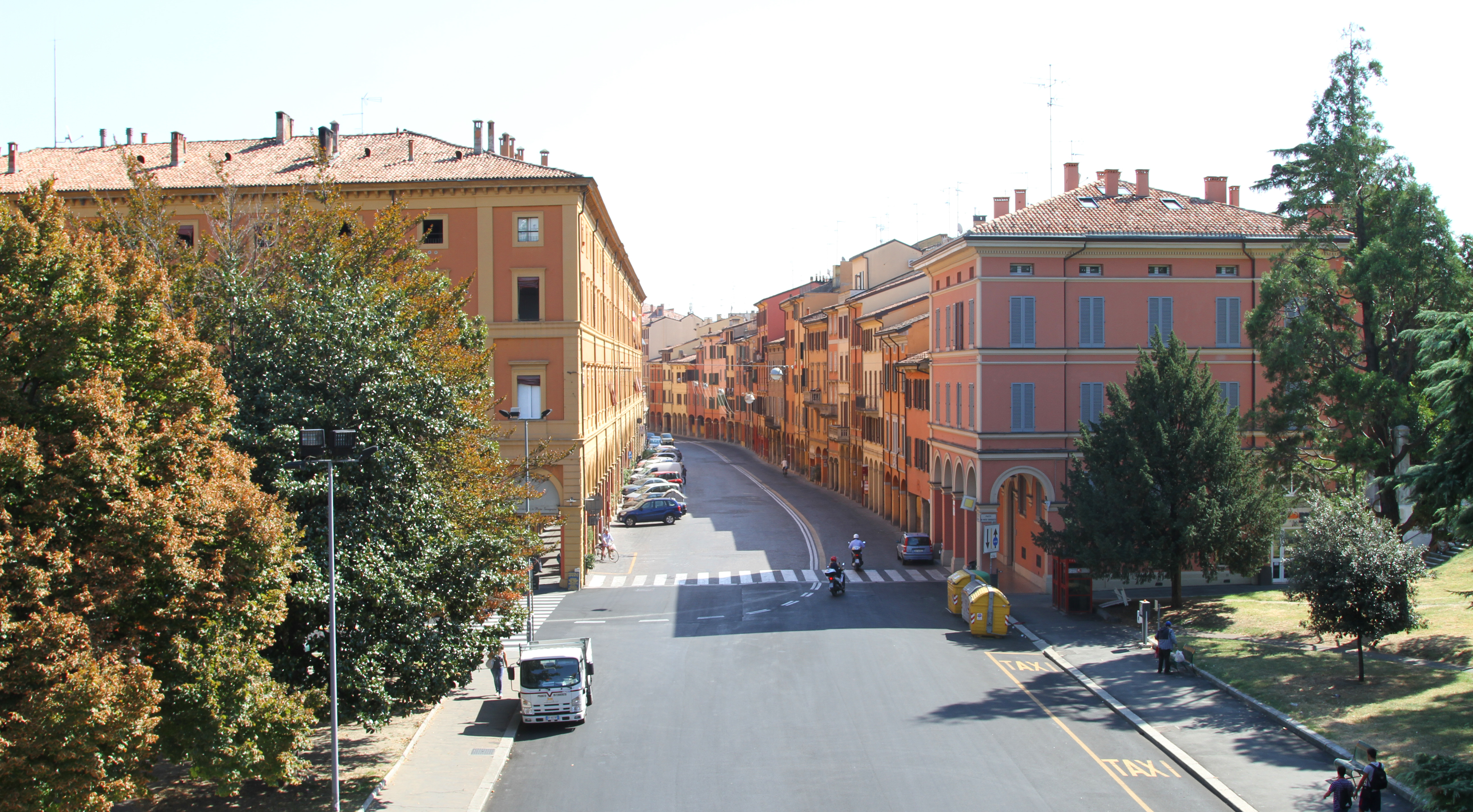
Via Saragozza, dentro la porta
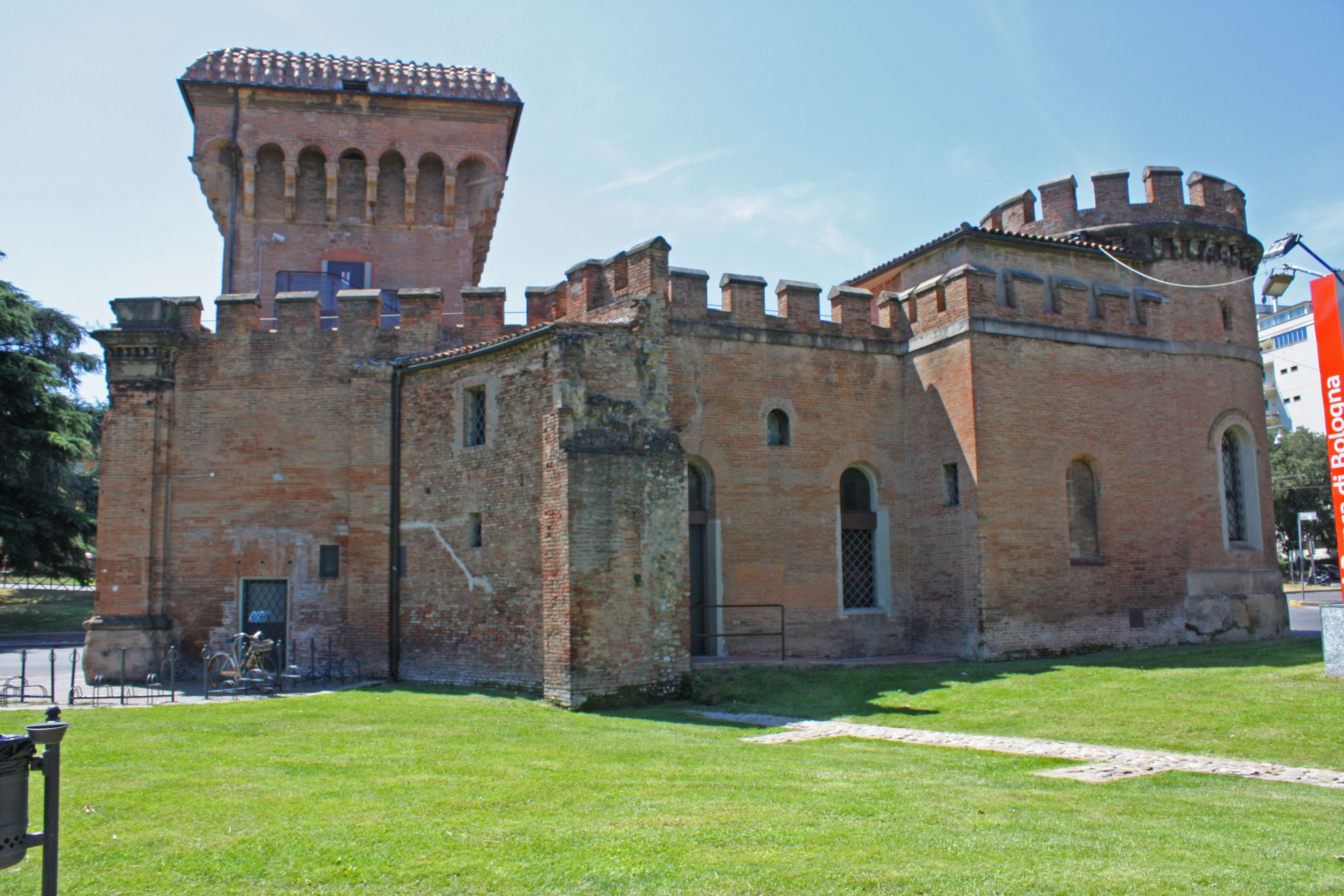
Porta Saragozza
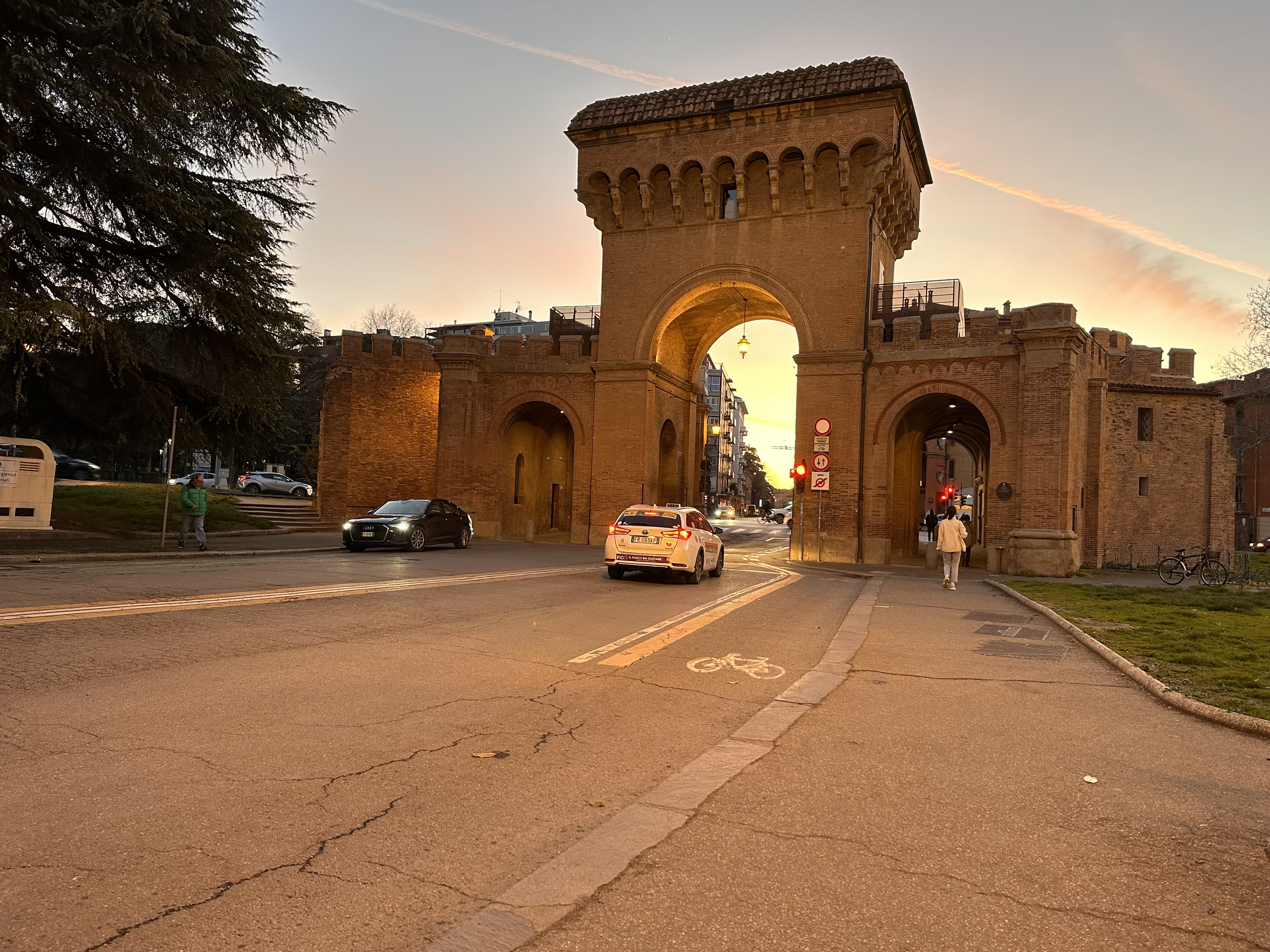
Porta e via Saragozza